# Plano Kalergi

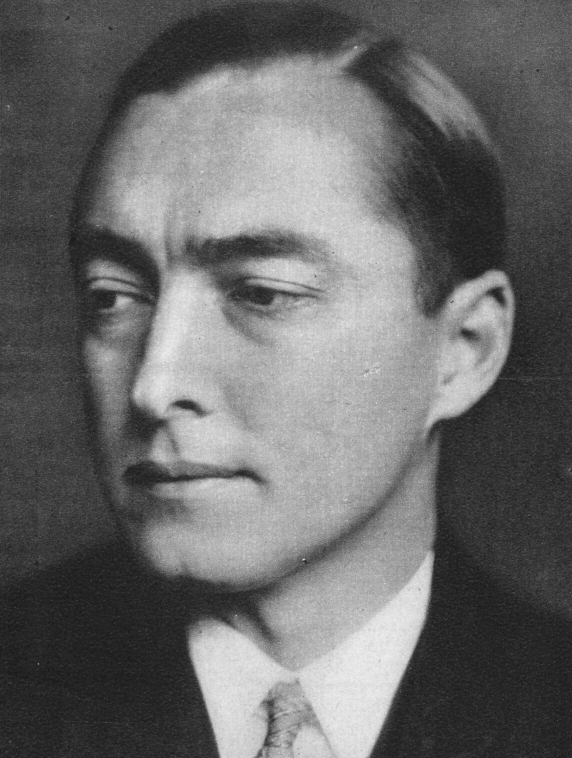
Richard von Coudenhove-Kalergi

O Plano Kalergi (em italiano:  Piano Kalergi), também conhecido como Conspiração de Coudenhove-Kalergi, é uma teoria conspiratória antissemita e de nacionalismo branco que afirma a existência de um complô, elaborado pelo político nipo-austríaco Richard von Coudenhove-Kalergi e promovido em círculos sociais aristocráticos da Europa, que visa misturar os brancos com outras raças através da imigração. A conspiração é comumente associada a grupos e partidos europeus, mas também se expandiu à política norte-americana.

## Origens
O escritor austríaco neonazista Gerd Honsik escreveu sobre o assunto em seu livro Plano Kalergi (2005). O jornal investigativo Linkiesta descreveu o Plano Kalergi como um hoax comparável à invenção antissemita Protocolos dos Sábios de Sião.

## Recepção
Para o Southern Poverty Law Center, o real Plano Kalergi é uma maneira distintivamente europeia de apresentar a narrativa do genocídio branco no continente. Os nacionalistas brancos citam os escritos de Coudenhove-Kalergi fora de contexto para afirmar que as políticas de imigração da União Europeia são de fato planos insidiosos premeditados décadas atrás para destruir a raça branca. Hope Not Hate, um grupo contrário ao racismo, descreveu o plano como uma teoria da conspiração racista que alega que Coudenhove-Kalergi projetou as políticas europeias de imigração para criarem uma "população desprovida de identidade" que seria então governada por uma elite judaica.
Em seu romance de 2018 Middle England, o autor Jonathan Coe satiriza o conceito com o personagem Peter Stopes, um teórico da conspiração.